# Vjerujem u ljubav
Vjerujem u ljubav je pjesma koju izvodi grupa Dragonfly i Dado Topić, a koja je predstavljala Hrvatsku na Eurosongu 2007. u Helsinkiju. To je petnaesta pjesma s kojom Hrvatska samostalno nastupa na Eurosongu. Autor pjesme, kao i uglazbljivač, je Dado Topić.
Izabrana je tijesnom pobjedom od samo jednog boda na hrvatskom izlučnom natjecanju za pjesmu Eurovizije, Dori, ispred "Pjesme za novčić" u izvedbi Kraljeva ulice i Sandre Bagarić. Pjesma je dobila 30 bodova (maksimalnih 16 od žirija i 14 od publike). Na Euroviziji će biti izvedena na hrvatskom jeziku, a zbog prošlogodišnjeg lošeg plasmana Severinine pjesme "Moja štikla" sudjelovala je u polufinalu, gdje nije uspjela ući u finale Eurosonga 2007.g. Ostat će tako upamćena kao prva pjesma odkad Hrvatska samostalno nastupa, koja nije sudjelovala u finalu Eurosonga.

## Vanjske poveznice
- Riječi, "Vjerujem u ljubav" na diggiloo.net